# Le Mot de Cambronne (pièce de théâtre)
Pour le film, voir Le Mot de Cambronne
Le Mot de Cambronne est une comédie en un acte et en vers de Sacha Guitry, créée au théâtre de la Madeleine le 1er octobre 1936. Elle met en scène quatre personnages, dure environ une demi-heure. L’année suivante, une version filmée a été réalisée, avec la même distribution.
C’est la centième pièce écrite par Guitry, en hommage à Edmond Rostand qui lui en a donné le sujet en 1912.

## Historique
Le général Cambronne est passé à la postérité pour avoir prononcé, durant la bataille de Waterloo le 18 juin 1815, le fameux « mot de Cambronne », en réponse au général anglais qui lui demandait de se rendre. Quelques années plus tard, il épousa une Britannique,.

## La pièce

### Prologue
Dans le prologue, Guitry rend hommage à deux auteurs. D’abord à Edmond Rostand, auquel il dédie la pièce, puis à Molière en évoquant une de ses comédies: 

« Cette petite comédie est ma centième comédie,
Oui ! Cent déjà.
Qu’on ne m’en garde pas rancune,
Ô J’eusse  préféré cent fois n’en faire qu’une,
Et que ce fût Le Misanthrope ! Tiens pardi !
Ç’aurait bien mieux valu…
Hélas ! Je n’y suis pour rien, Dieu ne l’a pas voulu… »

Ensuite, il précise que le sujet de la pièce lui a été proposé vers la fin de l’année 1912 et qu’il a attendu presque un quart de siècle avant de l’écrire, « en un jour », le 3 juillet 1936, puis il conclut : 

« … Et la pièce eût été parfaite
Si l’idée m’en était venue
et que Edmond Rostand , lui,  l’eût faite.
Oui, le contraire eût mieux valu.
Mais ce nouveau regret n’est pas moins superflu
Hélas ! je n’y suis pour rien. Dieu ne l’a pas voulu. »

### Résumé
La scène se passe chez les Cambronne, un après-midi. Mary donne des instructions à Ninon, la servante, avant l’arrivée de madame la préfète, invitée à l'heure du thé. Le général arrive et se joint à elles. Vieux séducteur, il récite des vers courtois destinés à la bonne, au grand dam de son épouse. Pour se faire pardonner, le général, qui reconnaît que sa façon de s'exprimer est parfois un peu cavalière, à la façon d'un vieux soldat, lui demande de corriger ses fautes de français. Mais l'invitée est annoncée. Le général se retire car il ne souhaite pas la rencontrer.
Les deux femmes bavardent. Il est bientôt question du « fameux mot » que Mary ne connaît pas, ce qui la désespère. Quand la préfète s'est retirée, le général reparaît. Mary, n'y tenant plus, lui dit qu'elle en a assez de toujours entendre parler « du mot de son mari », sans que personne n’ose le prononcer en sa présence. Elle insiste pour qu'enfin il lui dise de quel mot il s'agit. Il refuse obstinément. Finalement, c'est Ninon qui le prononcera, après avoir fait un geste maladroit en desservant la table. Le général s’exclame alors: « Ouf ! Le voilà ! Tant mieux, je n’en pouvais plus ! ».
La pièce dure environ 30 min.

## Création
La pièce est représentée en avant-première au théâtre du Cercle interallié le 28 septembre 1936 et la première a lieu trois jours plus tard au théâtre de la Madeleine, le 1er octobre,,.

## Distribution de la création
- Cambronne : Sacha Guitry
- Mary, sa femme : Marguerite Moreno
- La préfète : Pauline Carton
- Ninon, la servante : Jacqueline Delubac

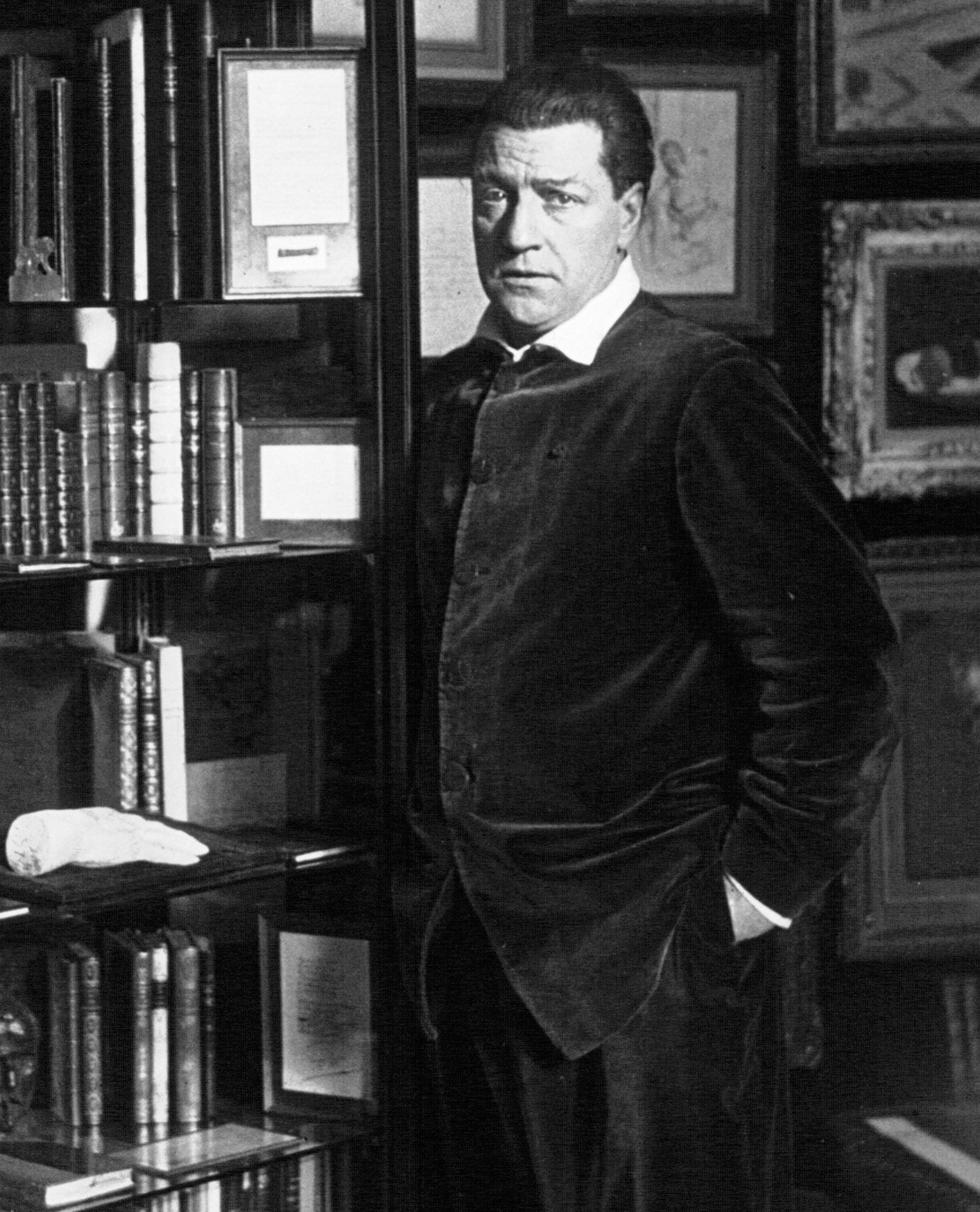
Sacha Guitry
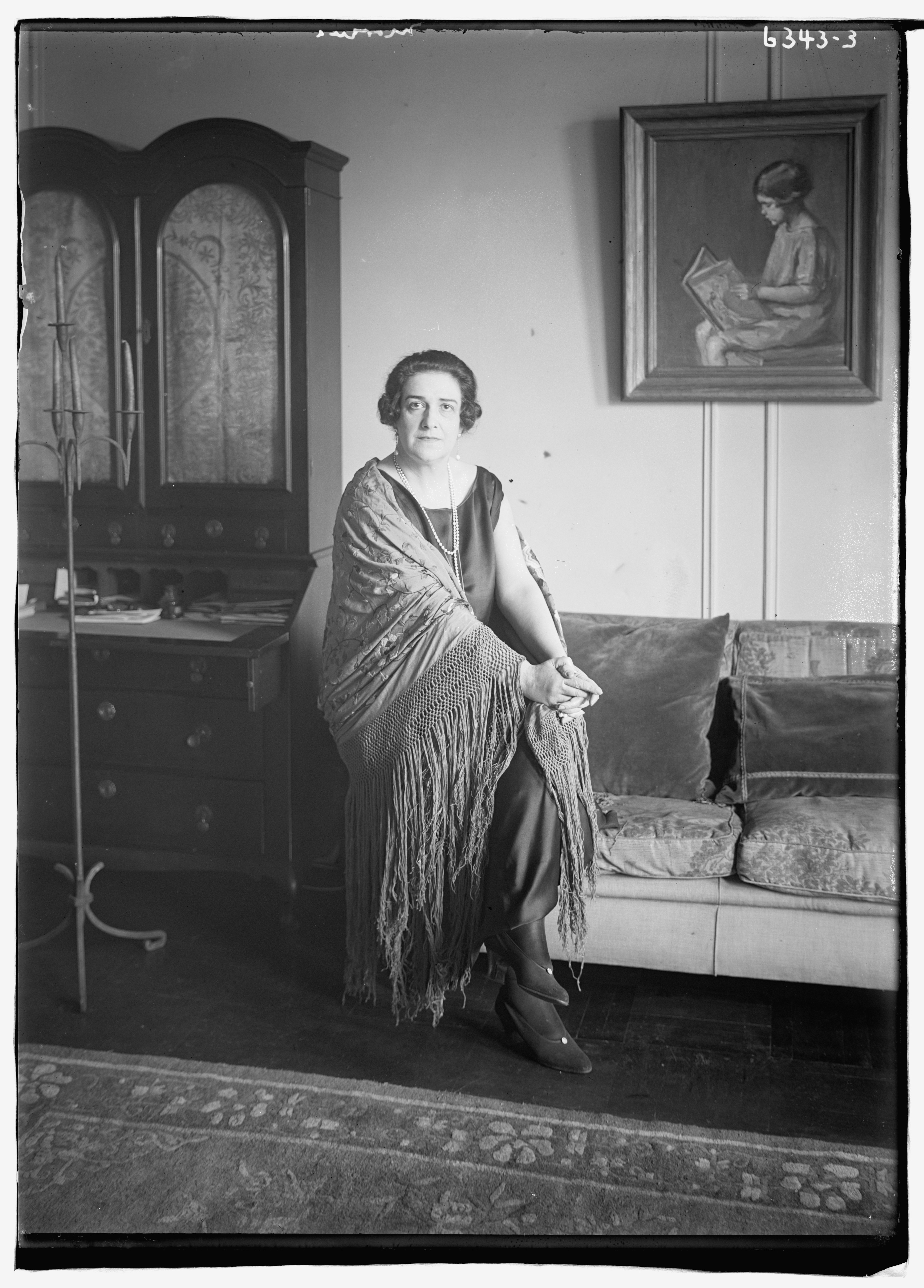
Marguerite Moreno
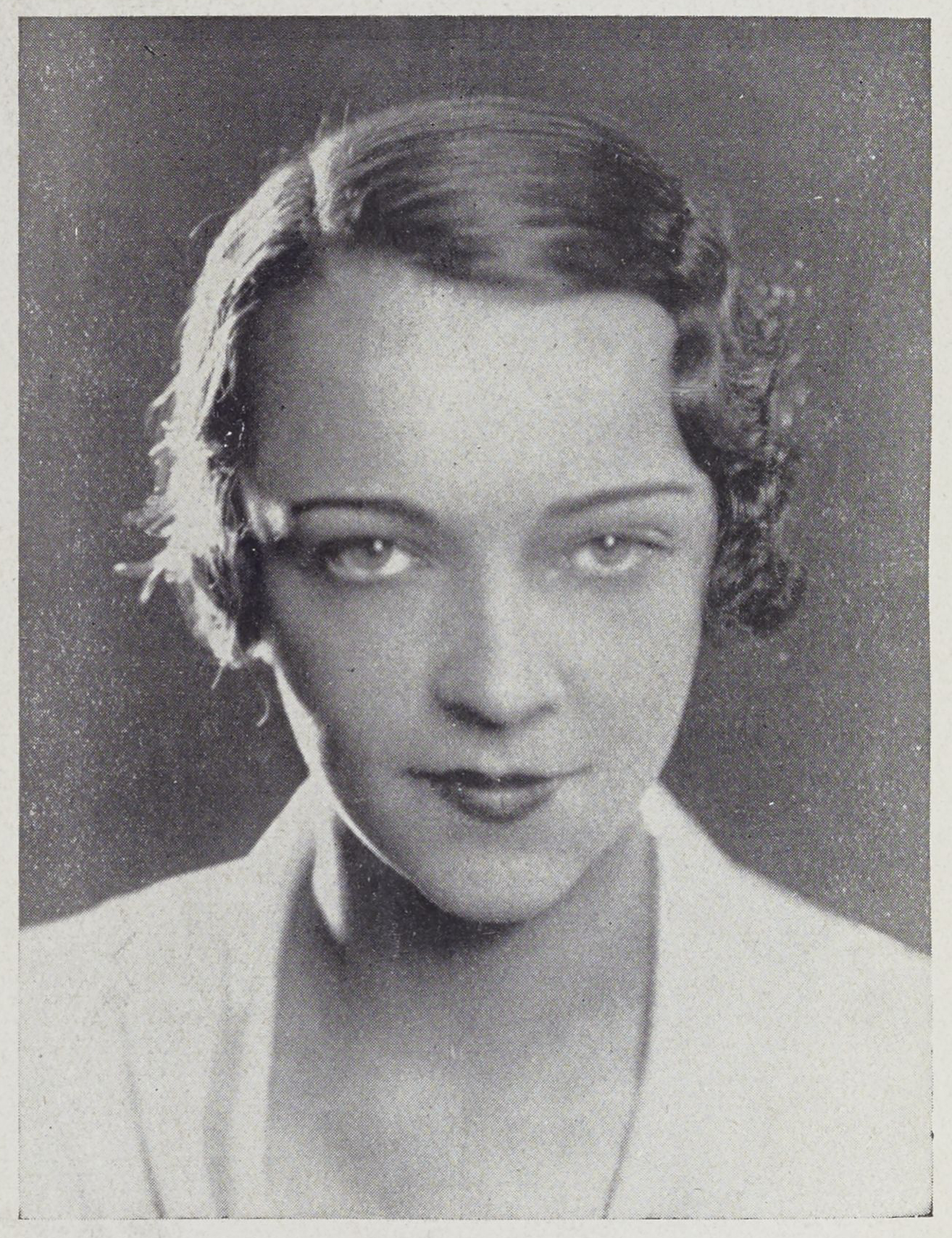
Jacqueline Delubac

## Enregistrement audio
La pièce a été enregistrée 28 septembre 1936, le même jour que l’avant -première au théâtre du Cercle Interallié, soit trois jours avant sa création au théâtre de la Madeleine. Durée 29 min 6 s.

## Sources
- André Durand, « Alexandre Georges-Pierre Guitry, dit Sacha Guitry (1885-1957) », sur comptoirlittéraire.com, le passage cité figure p.52. Consulté le 15 octobre 2023
- Sacha Guitry, « Le Mot de Cambronne, enregistré le 28 septembre 1936 », sur archive.org, disque LP. vinyle, n° HTX40327. Consulté le 15 octobre 2023.